# Mega Channel
Mega Channel, известен още като MEGA TV или само MEGA, е телевизионна мрежа в Гърция, която излъчва комбинация от чуждестранни и гръцки програми. Това е първата и най-старата частна телевизионна мрежа в Гърция.
Още от първите си години каналът избира комедийни и драматични сериали, някои от които имат голямо въздействие върху публиката, и съответно е най-големият частен канал в Гърция с най-големия филмов архив, синоним на станцията.

## История
Основана е на 20 ноември 1989 г., тя е първият национален частен ефирен телевизионен канал в Гърция. Отначало е собственост на Teletypos SA, в която издателите на вестниците „То Вима“ и „Та Неа“ (Христос Ламбракис), „Етнос“ (Гиоргос Боболас), „Елефтеротипия“ (Христос Тегопулос), „Катимерини“ (Аристидес Алафузос) и „Месимврини“ (семейство Вардиноянис) притежават по 20% от акциите. От 1 ноември 2019 г. Mega Channel става собственост на Alter Ego Media и се появява в ефир на 17 февруари 2020 г. след 1,5-годишно прекъсване.
Студията на канала са разположени на авеню „Андреа Сингру“ в Атина. Преди това се е намирал в атинско предградие в община Паяния. Mega Channel излъчва предимно развлекателни програми като комедии, телевизионни сериали, токшоу, както и новини и актуални предавания. Основният конкурент на Mega Channel в сегмента на развлекателната семейна телевизия е ANT1, с която постоянно се конкурират по популярност

## Mega Cosmos
Mega Cosmos е международната мрежа на гръцкия телевизионен канал Mega Channel, която излъчва най-добрите продукти на Mega Channel. Тя се излъчва в Европа, Северна Америка и Австралия. Първи канал започва да излъчва през 2000 г., но след кратко време е свален от ефир в Австралия поради проблеми с договора. През 2005 г. MEGA Cosmos става отново достъпен в Австралия, Нова Зеландия, Азия и Африка чрез ново споразумение, подписано с UBI World TV. През октомври 2007 г. каналът започва да се излъчва в Канада чрез Ethnic Channels Group по Rogers Cable, Bell TV и NEXTV (IPTV-доставчик).